# Oväder
Oväder è un film per la televisione diretto dal regista svedese Ingmar Bergman. La sceneggiatura è di August Strindberg.